# Rzucający obrońca

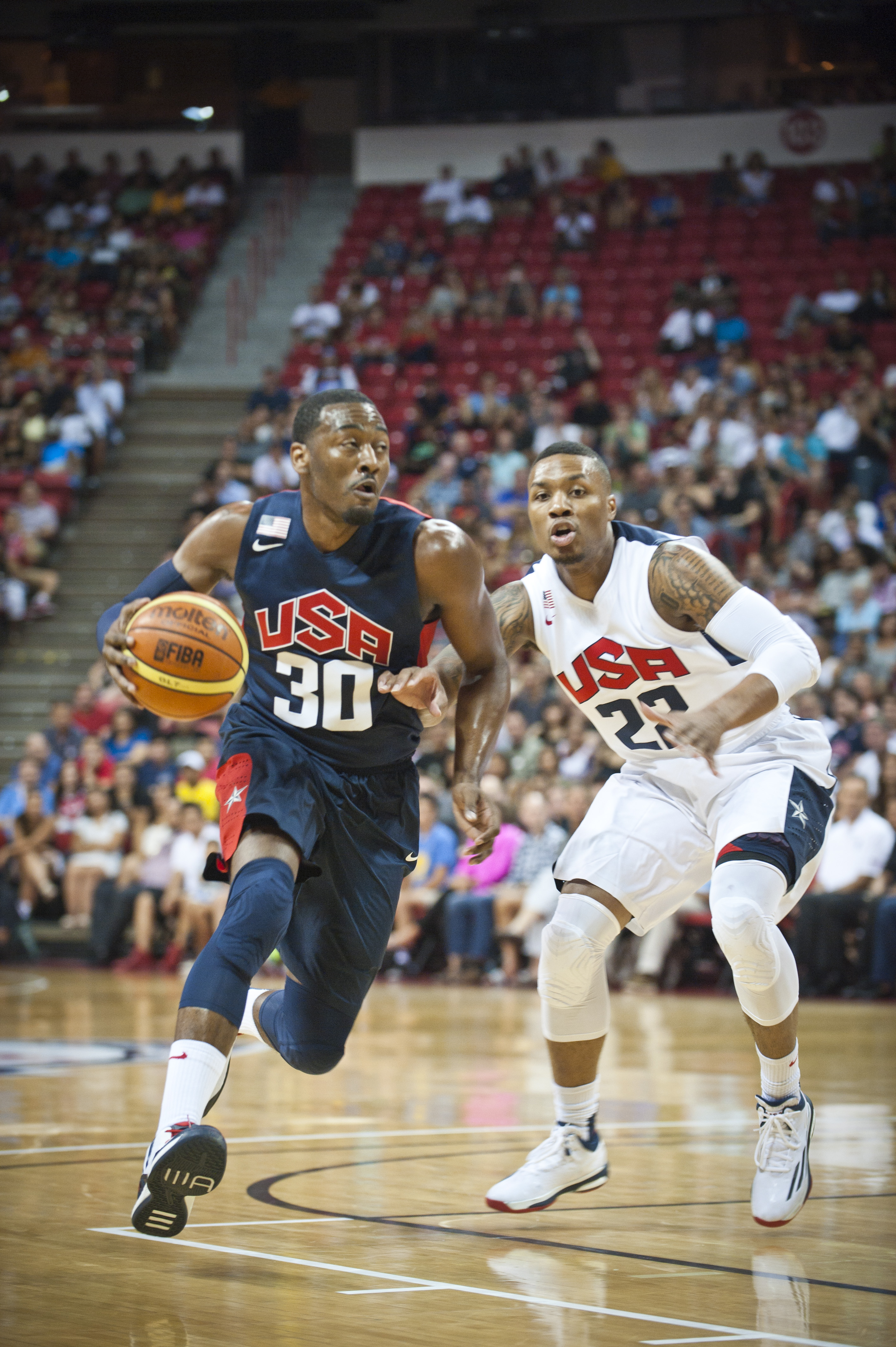
Rzucający obrońca mijający przeciwnika

Rzucający obrońca (shooting guard, SG, 2) – zawodnik w koszykówce, od którego wymagana jest wysoka umiejętność zdobywania wielu punktów, głównie rzutami z dystansu. Często zdobywa najwięcej punktów podczas meczu, zwłaszcza rzutów za trzy punkty. Rzucający obrońca powinien być bardzo dobry w szybkim, sprawnym kozłowaniu oraz precyzyjnych, szybkich podaniach. Odpowiada razem z rozgrywającym za przeprowadzenie piłki przez własną połowę boiska oraz zainicjowanie stałego fragmentu gry. Musi umieć zastąpić rozgrywającego, gdy zajdzie taka potrzeba. Ze względu na swoją zwinność jest zawodnikiem trudnym do krycia. Jest jednym z najniższych zawodników w drużynie. W obronie jego mocną stroną jest szybkość, umiejętność zwinnego unikania zasłon od przeciwników oraz wykonywanie przechwytów piłki. Powinien być bardzo dobrym obrońcą.
Znani rzucający obrońcy: Michael Jordan, James Harden, Kobe Bryant, Reggie Miller, a w Polsce – Andrzej Pluta.